# Bronkhorst (Altena)
Bronkhorst is een buurtschap  in de gemeente Altena in de Nederlandse provincie Noord-Brabant. Het lag ten zuidwesten van Andel, maar door nieuwbouw vormt het nu de zuidwestelijke rand van het dorp.
Het gehucht bestaat uit een enkele straat met daaraan kleine huisjes en schuurtjes of stalletjes. Op het einde van de straat liggen een doorsnee woonhuis en twee stallen.
Hoofdplaats: Almkerk
Stad: Woudrichem      
Dorpen: Andel · Babyloniënbroek · Drongelen · Dussen · Eethen · Genderen · Giessen · Hank · Meeuwen · Nieuwendijk · Rijswijk · Sleeuwijk · Uitwijk · Veen · Waardhuizen · Werkendam · Wijk en Aalburg

Buurtschappen: Bronkhorst · Buurtje · De Baan · De Hoef · Duizend Morgen · Eng · Hill · Hoekeinde · Keizersveer · Kerkeinde · Kievitswaard · Kille · Korn · Moleneind · Oudendijk · Peerenboom · Schans · Spijk · Stenenheul · Steurgat · Uppel · Vierbannen · Vijcie · 't Zand · Zandwijk

Verdwenen plaatsen: Aartswaarde · Almonde · Eemkerk · Emmikhoven · Gansoyen · Hagoort · Honswijk · Munsterkerk · Muilkerk

Noord-Brabant: Steden en dorpen in Noord-Brabant      Nederland: Provincies · Gemeenten